# Nadia Bjorlin

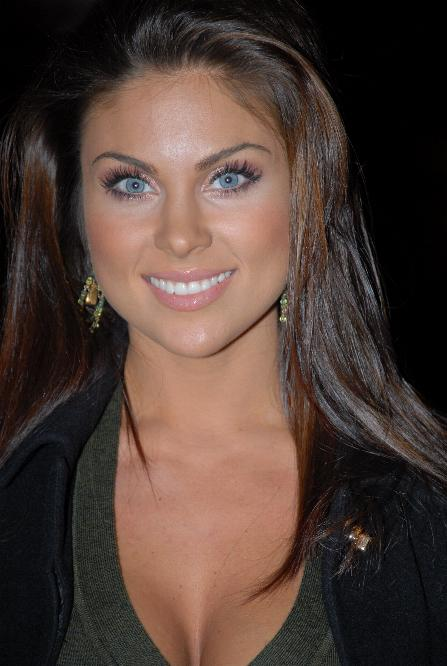
Nadia Bjorlin

Nadia Alexandra Bjorlin (* 2. August 1980 in Newport, Rhode Island) ist eine US-amerikanische Schauspielerin und Sängerin.

## Biografie

### Jugend
Bjorlin wurde in Newport, Rhode Island geboren, lebte jedoch bis zu ihrem siebten Lebensjahr in Schweden. Ihr Vater war der schwedische Komponist und Dirigent Ulf Björlin (1933–1993). Ihre Mutter ist eine Innenarchitektin aus dem Iran. Bjorlin spricht dementsprechend Englisch, Schwedisch und Persisch. Als ihre Familie nach West Palm Beach, Florida zog, besuchte sie die Palm Beach County School of the Arts (heute: Dreyfoos School of the Arts).  1998 erzielte sie den dritten Platz bei der Wahl zur Miss Florida Teen.

### Karriere
Obwohl ihr Geburtsname Nadia Alexandra Björlin ist, benutzt sie den Namen Nadia Bjorlin (sie spricht ihren Familiennamen „bor-lin“, nicht „byor-lin“, wie ein „j“ in Schweden wie ein „y“ ausgesprochen wird, wie in Bjork, und sie spricht es mit einem „o“ nicht ein „ö“).
Nadia Bjorlins erster Auftritt war in der Seifenoper Zeit der Sehnsucht zu sehen, wo sie ab Dezember 1999 den Charakter Chloe Lane darstellte. Im Juni 2003 verließ Bjorlin die Serie um sich auf ihre Gesangskarriere zu konzentrieren. Im November 2004 kehrte sie jedoch wieder zurück. Im September 2005 verließ Bjorlin Zeit der Sehnsucht erneut und übernahm eine Rolle in der Fernsehserie Sex, Love & Secrets. Als diese abgesetzt wurde, absolvierte Bjorlin Gastauftritte in Fernsehserien wie etwa in Jake in Progress und Out of Practice.
Des Weiteren hatte sie einen Auftritt in dem Independent-Film If I Had Known I Was a Genius. 2007 hatte sie in dem Film Redline ihre erste Hauptrolle. Im gleichen Jahr kehrte sie zu Zeit der Sehnsucht zurück und spielte diesmal bis September 2011 mit. Seit September 2011 ist Bjorlin in der Reality-Show Dirty Soap zu sehen.
Sie ist mit Brandon Beemer liiert, den sie bei den Dreharbeiten zu Zeit der Sehnsucht kennenlernte.

## Filmografie
- 1999–2013: Zeit der Sehnsucht (Days of Our Lives, Fernsehserie)
- 2002: The Marriage Undone
- 2004: Complete Savages (Fernsehserie, eine Folge)
- 2005: Jake in Progress (Fernsehserie, eine Folge)
- 2005: Sex, Love & Secrets (Fernsehserie, zwei Folgen)
- 2006: Out of Practice – Doktor, Single sucht … (Out of Practice, Fernsehserie, eine Folge)
- 2007: If I Had Known I Was a Genius
- 2007: Redline
- 2008: Jack Rio
- seit 2009: Venice the Series (Fernsehserie)
- 2010: Navy CIS (NCIS, Fernsehserie, eine Folge)
- 2010: Two and a Half Men (Fernsehserie, eine Folge)
- 2010–2011: ACME Saturday Night (Fernsehserie, zwei Folgen)
- 2012: CSI: Vegas (Fernsehserie, eine Folge)
- 2012: Eine Scheidung zum Verlieben (Divorce Invitation)